# Nhà thờ thánh Roch ở Białystok

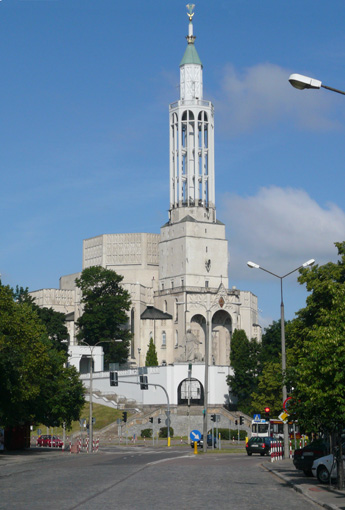
Nhà thờ Thánh Roch ở Białystok

Nhà thờ Công giáo La Mã Thánh Roch ở Białystok, Ba Lan được xây dựng từ năm 1927-1946 theo phong cách hiện đại, được thiết kế bởi kiến trúc sư nổi tiếng người Ba Lan, giáo sư Oskar Sosnowski. Tên chính thức của nó là Nhà thờ - Đài tưởng niệm Độc lập của Ba Lan (tiếng Ba Lan: Kosciol-Pomnik Odzyskania Niepodleglosci) và nó nằm trên ngọn đồi Saint Roch trên đường Lipowa ở Bialystok, tại nơi có nghĩa trang Công giáo La Mã, được thành lập năm 1839. Nghĩa trang bị người Nga phỉ báng trong cuộc nổi dậy tháng giêng.
Nhà thờ được xây dựng dựa trên ý tưởng của trường mục sư tôn kính người địa phương, Adam Abramowicz, người vào tháng 4 năm 1926 công bố một cuộc thi cho việc thiết kế một khu phức hợp mới.  70 lượt đăng kí tham gia đã được gửi, và cuối cùng thì thiết kế của giáo sư Sosnowski đã giành chiến thắng. Nhà thờ được lên kế hoạch như một khối tám mặt, với ba khối được đặt lên nhau. Khối đầu tiên tạo nên phần chính của phức hợp, hai phần còn lại bổ sung được đặt ở hai bên, tạo nên gác mái. Ban đầu, nhà thờ được xây dựng để tưởng niệm Mary, tượng trưng cho một ngôi sao, do đó Sosnowski đã sử dụng các ngôi sao trong thiết kế của mình, đặc biệt là trong các yếu tố của mái vòm. Sau khi ông qua đời (tháng 9 năm 1939, trong cuộc bao vây Warsaw của Đức), việc xây dựng được tiếp tục bởi một kiến trúc sư khác, Stanislaw Bukowski. Trong thời kỳ Liên Xô chiếm đóng miền đông Ba Lan trong Thế chiến II (tháng 9 năm 1939 - tháng 6 năm 1941), chính quyền Liên Xô đã lên kế hoạch mở một rạp xiếc trong tòa nhà còn dang dở.
Nhà thờ có một tòa tháp rất ấn tượng cao 83 mét, được mô phỏng theo mô hình của Nhà thờ ở Kamianets-Podilskyi. Trên đỉnh, có hình Mary dài 3 mét, đứng trên vương miện kiểu Piast. Các mái vòm giống như các hầm truyền thống được tìm thấy trong các ngôi nhà ở phía đông bắc Ba Lan. Gần nhà thờ có một ngôi nhà mục sư, cũng được thiết kế bởi Sosnowski. Toàn bộ khu phức hợp được bao quanh bởi các bức tường, liên quan đến truyền thống của các nhà thờ kiên cố, phổ biến ở miền đông Ba Lan.